# Dziennik trenera
Dziennik trenera – cykl humorystycznych monologów prezentowanych w magazynie "60 minut na godzinę", których autorem i wykonawcą był Krzysztof Jaroszyński. Przedstawiane są tu wydarzenia mające miejsce w fikcyjnym klubie piłki nożnej.
Trener drużyny opisuje: niekonwencjonalne metody treningu, problemy nękające klub (korupcja, donos), transfery międzyklubowe, zakulisowe gry działaczy sportowych itd. Patologie sportowe przedstawiane są tu jako oczywistość, ale z humorem, spokojnie i rzeczowo, a każdy kilkuminutowy monolog zawsze kończy się wybrnięciem z trudnej sytuacji.
Zawodnicy: Maca Stefan, Kopacz Zenon, junior Pietras.
Czołówka cyklu: „Na cześć drużyny przeciwnej: hurra!, hurra!, hurra! DZIENNIK TRENERA” (dźwięk gwizdka sędziowskiego)